# Rackets
Rackets és un esport indoor que va ser popular als segles xix i xx a països anglosaxons com els Estats Units, el Canadà i el Regne Unit. Es practica amb raquetes i una pilota, i és l'antecessor de l'esquaix.

## Reglament
Es juga en un camp de 9,14 x 18,28 metres (que equivalen a 30 x 60 peus o 10 x 20 iardes) amb una alçada fins al sostre d'almenys 9,14 m (30 peus), format per una mena de pati tancat. El camp és el mateix per als jocs individuals i de dobles. L'equip emprat inclou raquetes de fusta de 77,5 cm (30,5 polzades) de longitud i una pilota dura de 3,7 cm (7/16 de polzada).
El joc és molt ràpid i potencialment perillós, pel risc de rebre un cop de raqueta o de pilota. Els partits solen ser al millor de 5 jocs, i els jocs els guanya qui anota 15 punts. Només el servidor pot puntuar; mentre que el receptor aspira a recuperar el servei.

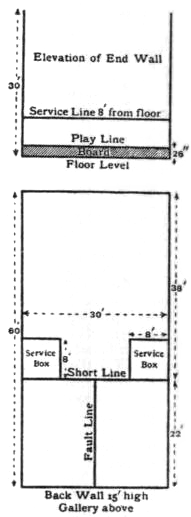
Terreny de joc
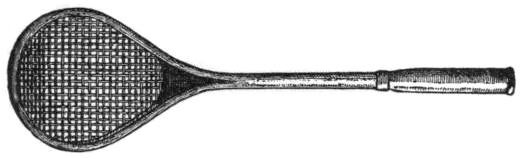
Raqueta

## Història
Tant el rackets com el jeu de paume tenen el mateix origen. Es comença a disputar en els patis de pubs i escoles, aprofitant les parets dels edificis, fins que l'any 1822 es va establir el primer reglament a l'escola Harrow. A partir de llavors, van proliferar instal·lacions específicament construïdes per a la pràctica de l'esport.
El rackets és gairebé exclusivament, un esport masculí, i va formar part del programa olímpic a Londres 1908. Com passa en el món dels esports, les modes van canviant i avui aquest és l'esport menys practicat dels de raqueta. El manteniment de la pista, les pilotes fetes a mà i les raquetes de fusta propenses a trencar-se el converteixen en un joc car. També requereix molta pràctica per jugar a bon nivell i de manera segura.
L'esquaix va derivar del joc del rackets, per la qual cosa els dos esports són semblants en la manera de jugar i les regles. Tanmateix, les regles de l'esquaix han anat evolucionant des dels seus orígens, mentre que al rackets s'han mantingut gairebé immutables. La principal diferència és que ara hi ha petits descansos entre la disputa d'un joc i el següent.